# Нью-Пойнт (Індіана)
Нью-Пойнт (англ. New Point) — місто (англ. town) в США, в окрузі Декатур штату Індіана. Населення — 319 осіб (2020).

## Географія
Нью-Пойнт розташований за координатами 39°18′34″ пн. ш. 85°19′42″ зх. д. / 39.30944° пн. ш. 85.32833° зх. д. (39.309419, -85.328299).  За даними Бюро перепису населення США в 2010 році місто мало площу 0,56 км², уся площа — суходіл. В 2017 році площа становила 0,74 км², уся площа — суходіл.

## Демографія
Згідно з переписом 2010 року, у місті мешкала 331 особа в 124 домогосподарствах у складі 84 родин. Густота населення становила 588 осіб/км².  Було 139 помешкань (247/км²).
Расовий склад населення:
| - 99,4 % — білих - 0,3 % — азіатів |

До двох чи більше рас належало 0,3 %. Частка іспаномовних становила 0,6 % від усіх жителів.
За віковим діапазоном населення розподілялося таким чином: 28,1 % — особи молодші 18 років, 56,8 % — особи у віці 18—64 років, 15,1 % — особи у віці 65 років та старші. Медіана віку мешканця становила 36,6 року. На 100 осіб жіночої статі у місті припадало 105,6 чоловіків;  на 100 жінок у віці від 18 років та старших — 95,1 чоловіків також старших 18 років.
Середній дохід на одне домашнє господарство  становив 50 782 долари США (медіана — 41 389), а середній дохід на одну сім'ю — 57 593 долари (медіана — 49 583). За межею бідності перебувало 7,6 % осіб, у тому числі 12,7 % дітей у віці до 18 років та 0,0 % осіб у віці 65 років та старших.
Цивільне працевлаштоване населення становило 144 особи. Основні галузі зайнятості: роздрібна торгівля — 27,1 %, виробництво — 25,7 %, освіта, охорона здоров'я та соціальна допомога — 11,1 %, будівництво — 7,6 %.